# Deep Purple in Rock
Deep Purple in Rock, também chamado de In Rock, é o quarto álbum de estúdio lançado pela banda britânica de hard rock Deep Purple em 1970. O disco marcou a estreia da MK II, formação mais bem sucedida da banda com Ian Gillan e Roger Glover, substitutos de Rod Evans e Nick Simper.
O álbum foi formado pelo trabalho inovador da banda. Recebeu o sucesso das vendas e a recepção muito positiva dos críticos. Desde então, Deep Purple in Rock surgiu como um dos maiores clássicos da música de metal precoce, e às vezes é mesmo considerado o primeiro álbum puramente de heavy metal.
O álbum também foi precedido por dois singles, as primeiras gravações que Gillan fez com Deep Purple. O primeiro single, gravado em 1969, era uma composição Greenaway-Cook chamada "Hallelujah", que falhou. O segundo single, "Black Night", se saiu muito melhor, pois ficou em segundo lugar nas paradas britânicas. "Black Night" e seu lado-B, "Cry Free", foram gravadas, mas só foram lançadas em single.
Com a nova formação da banda, a música do Deep Purple foi mudada neste álbum, de rock progressivo e música pop para heavy metal. As canções mais conhecidas do álbum são rápidas e agressivas, como a primeira faixa, "Speed King". A exceção é "Child in Time", uma música muito próxima do rock progressivo, com mais de 10 minutos, famosa especialmente pelos vocais excepcionalmente alto de Ian Gillan e do solo de guitarra Flamboyant de Ritchie Blackmore.
Deep Purple in Rock foi o primeiro álbum da banda de sucesso na Europa e ficou em 4° lugar no Reino Unido, permanecendo nessa posição por alguns meses (Os álbuns anteriores da banda, da primeira formação, teve uma recepção muito melhor na América do Norte do que em sua terra natal). O ábum foi apoiado pelo enorme sucesso de In Rock Tour que durou 15 meses.

## Capa
A capa de Deep Purple in Rock foi inspirada pelo Monte Rushmore, uma escultura feita perto de Keystone, Dakota do Sul, nos Estados Unidos. A escultura foi feita por Gotzon Borglum e seu filho Lincoln Borglum e incluía esculturas das cabeças de George Washington, Thomas Jefferson, Theodore Roosevelt e Abraham Lincoln, que eram quatro presidentes dos Estados Unidos. Na capa do álbum Ian Gillan fica no lugar de George Washington, Ritchie Blackmore no lugar de Thomas Jefferson, Jon Lord no lugar de Theodore Roosevelt, Roger Glover no lugar de Abraham Lincoln e apenas Ian Paice não fica no lugar de nenhum presidente da escultura.
| Críticas profissionais                                                      | Críticas profissionais |
| Avaliações da crítica                                                       | Avaliações da crítica  |
| Fonte                                                                       | Avaliação              |
| --------------------------------------------------------------------------- | ---------------------- |
| allmusic                                                                    | [ 1 ]                  |
| Sputnikmusic                                                                | [ 2 ]                  |
| BBC                                                                         | (favourable)           |
| George Starostin                                                            |                        |
| Esta tabela precisa de ser acompanhada por texto em prosa. Consulte o guia. |                        |

## Faixas
Todas as canções escritas por Ritchie Blackmore, Ian Gillan, Roger Glover, Jon Lord e Ian Paice.

### Lado um
1. "Speed King" – 5:49
2. "Bloodsucker" – 4:10
3. "Child in Time" – 10:14

### Lado dois
1. "Flight of the Rat" – 7:51
2. "Into the Fire" – 3:28
3. "Living Wreck" – 4:27
4. "Hard Lovin' Man" – 7:11

### Faixas bônus da edição de 1995
1. "Black Night" (versão single original) – 3:27
2. "Studio Chat (1)"  – 0:28
3. "Speed King" (versão piano)  – 4:14
4. "Studio Chat (2)"  – 0:25
5. "Cry Free" (Roger Glover Remix)  – 3:20
6. "Studio Chat (3)"  – 0:05
7. "Jam Stew" (Instrumental não-lançado)  – 2:30
8. "Studio Chat (4)"  – 0:40
9. "Flight of the Rat" (Roger Glover remix)  – 7:53
10. "Studio Chat (5)"  – 0:31
11. "Speed King" (Roger Glover remix)  – 5:52
12. "Studio Chat (6)"  – 0:23
13. "Black Night" (Roger Glover remix não-editado)  – 4:47

## Créditos
- Ritchie Blackmore - guitarra
- Ian Gillan - vocal
- Roger Glover - baixo
- Jon Lord - órgão
- Ian Paice - bateria

### Engenheiros
- Andy Knight - IBC Studios (faixas 1, 3, 5 e 6)
- Martin Birch - De Lane Lea (faixas 4 e 7)
- Phil McDonald - Abbey Road Studios (faixa 2)
- Peter Mew - Remasterização do álbum original
- Roger Glover - Liderança na mixagem das faixas extras
- Tom Bender and Jason Butera - Trabalho adicional em estúdio

## Desempenho nas paradas
| Ano  | Parada musical                            | Posição |
| ---- | ----------------------------------------- | ------- |
| 1970 | UK Albums Chart                           | 4       |
| 1970 | German Albums Chart                       | 1       |
| 1970 | Norwegian Record Charts                   | 5       |
| 1971 | Australian Kent Music Report Albums Chart | 1       |